# Волокитине
Волоки́тине — село в Україні, у Конотопському районі Сумської області. Розташоване на берегах річок Клевень та Есмань.
Населення за переписом 2001 року становило 515 чоловік.
До 2018 року було адміністративним центром Волокитинської сільської ради, у яку, крім нього, входили села Кочерги, Кубарева і Щербинівка.

## Географія
Село Волокитине знаходиться на правому березі річки Есмань в місці впадання її в річку Клевень, вище за течією на відстані 2 км розташоване село Кочерги, нижче за течією на відстані 1 км розташоване село Щербинівка, на протилежному березі — села Кагань і Ротівка. Річки в цьому місці звивисті, утворюють лимани, стариці (Ржавка) і заболочені озера.

## Історія

### Перша згадка
Перша писемна згадка датується 1684 р.

### Волокитинська порцелянова мануфактура 19 ст.
Протягом 1839 — 1861 рр. у маєтку поміщика Миклашевського працював порцеляновий завод, який уславив край далеко за межами України. Вироби з волокитинської порцеляни тепер зберігаються в музеях Сум, Харкова, Києва, Москви, Санкт-Петербурга, Варшави, Парижа, Будапешта.

### Волокитинські золоті ворота

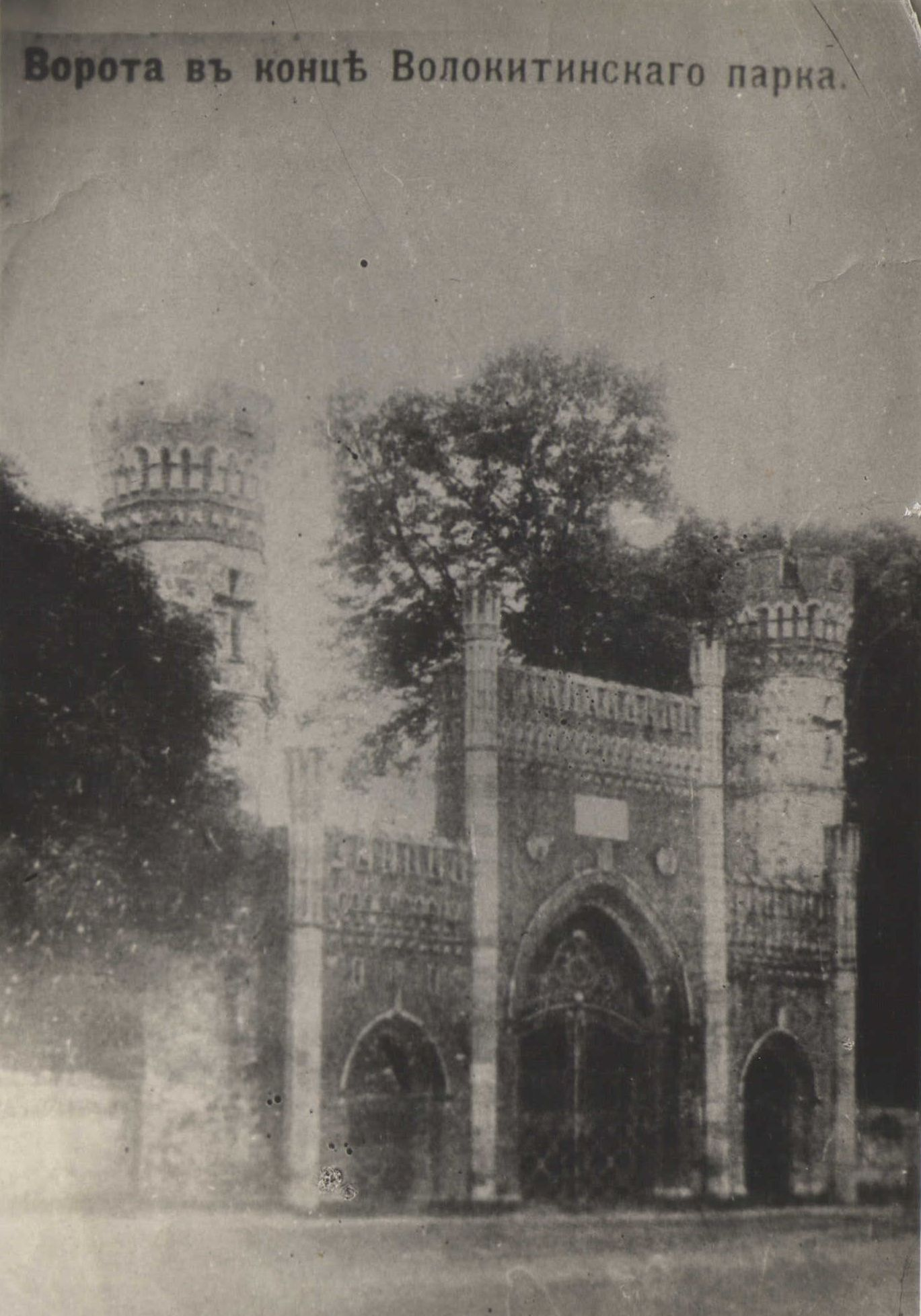
Ворота «Золоті Ворота» в селі Волокитине

Золоті ворота. Автор невідомий, друга половина XIX століття. Мавританські ворота, які відкривали в'їзд на садибу поміщика Миклашевського. Ворота складаються з трьох частин: високої центральної арки для проїзду і двох бічних — для пішоходів. Верх воріт оформлений зубцями. Поряд з воротами височіє зубчаста шестигранна вежа.

### Покровська церква

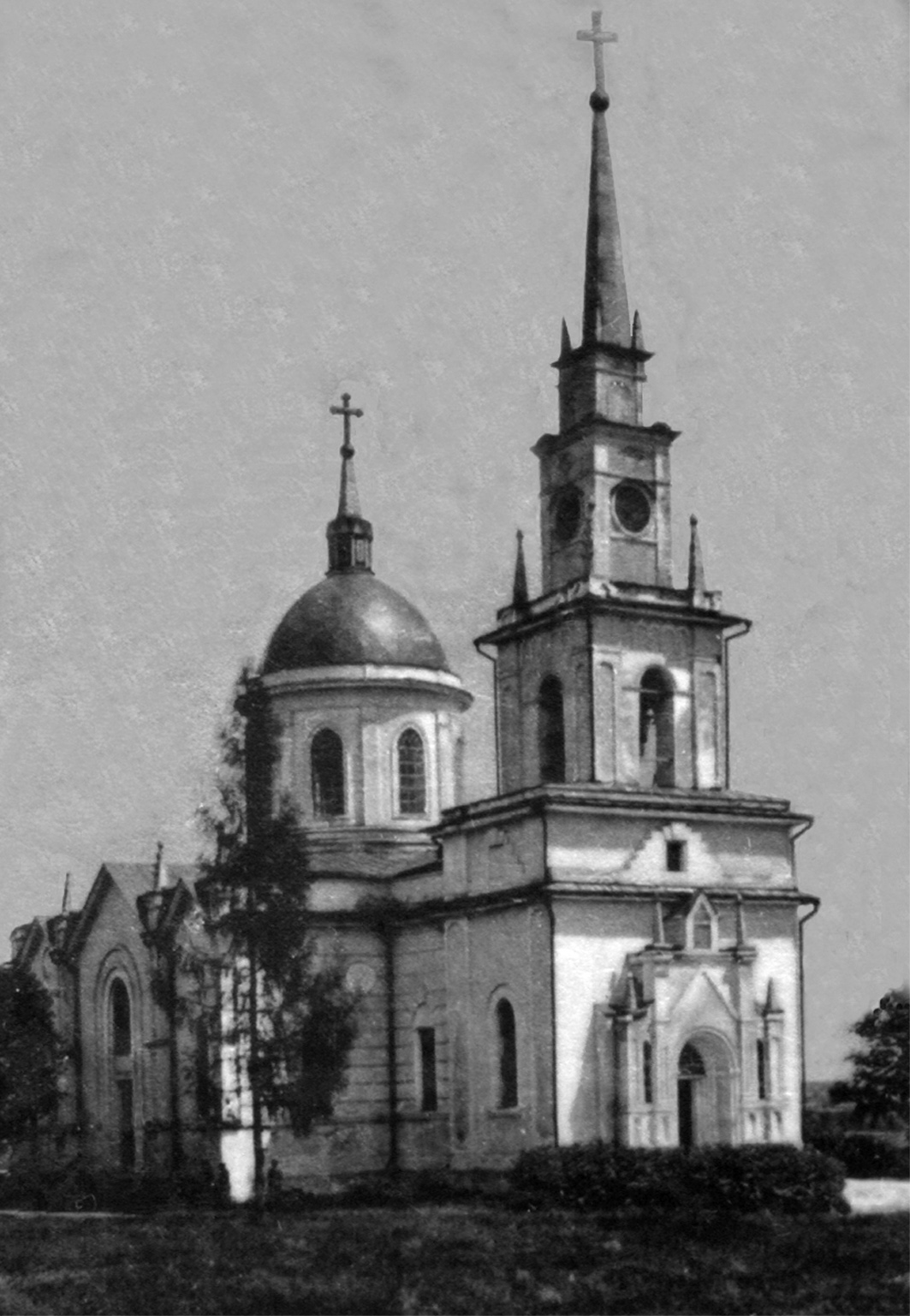
Колишня Покровська церква села Волокитине.

Колишня Покровська церква — мурована, хрещата в плані, однобанна, з триярусною дзвіницею на західному фасаді церква збудована коштом Андрія Миклашевського (1801—1895) 1857 року в перехідній стилістиці від пізнього класицизму до романтизму.
Класицистичною за характером є загальна хрещато-банева структура храму, а на романтичні впливи вказують неоготичні деталі фасадного декору. Цей храм був центром палацово-паркового ансамблю. В інтер'єрі містився великий порцеляновий іконостас, виготовлений в садибі поміщика, на Волокитинському порцеляновому заводі Миклашевських. Усе церковне начиння також було порцеляновим: кіоти, дарохоронильниці, панікадило, полікадила, метрової висоти свічники тощо. Церква простояла рівно сто років і була знищена протягом 1955—1958 років за розпорядженням Сумського облвиконкому від 26.06.1955 р. для … "побудови корівника". При цьому були розграбовані й знищені безцінні порцелянові вироби, включно з іконостасом. Проти цього варварства протестував видатний український художник Василь Касіян, надіславши 29 червня 1956 року гострого листа до заступника голови Ради Міністрів Української PCP М. Гречухи. Проте це не допомогло. І в 1958 році М. Цапенко зафотографував процес розбирання руйнованих залишків церкви.

### В 20 столітті

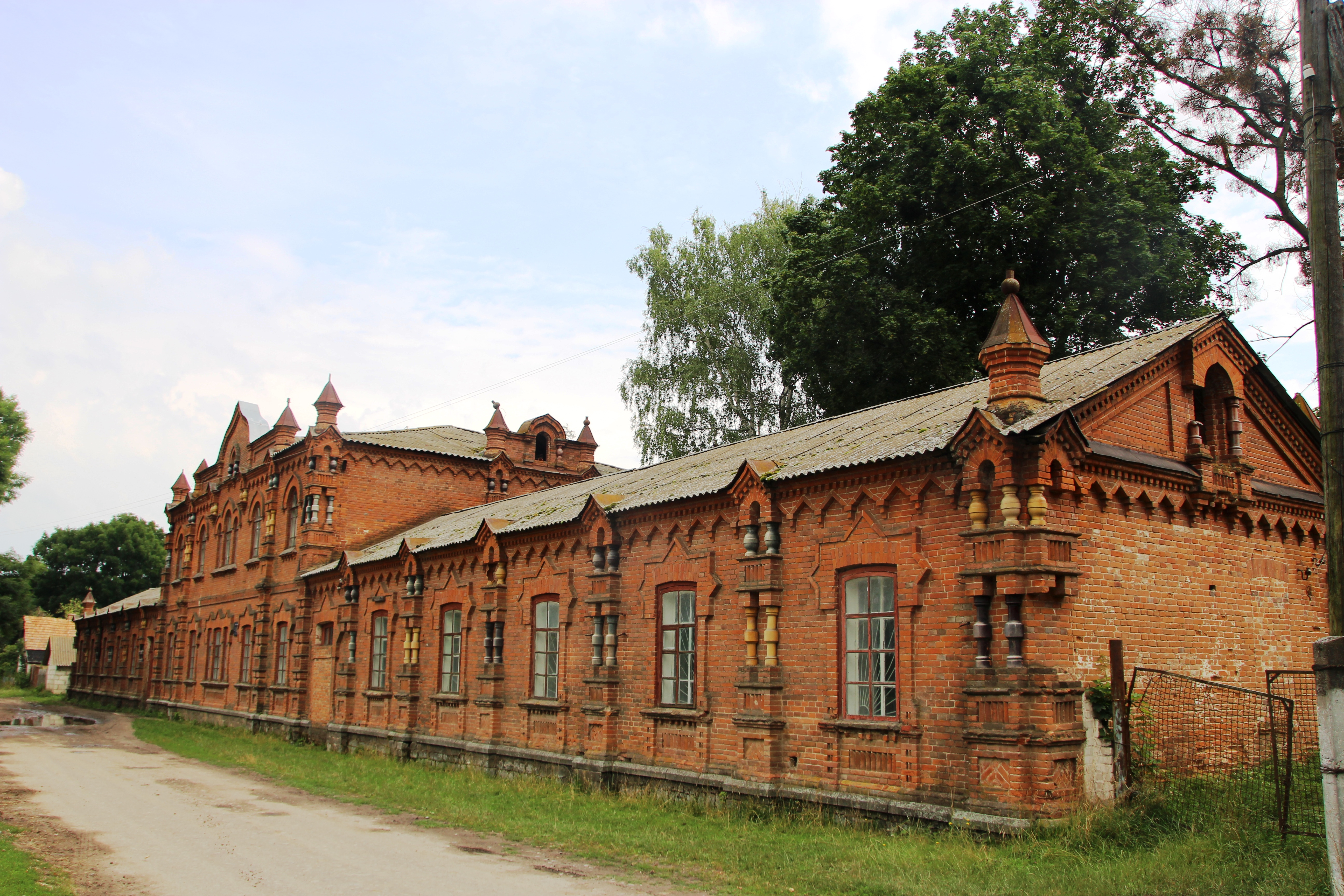
Богадільня Миклашевських, побудована на початку 20 століття в стилі «цегляний» модерн. Зараз тут розташована школа

У 50-ті рр. XX ст. маєток Міклашевського, де також була унікальна пам'ятка архітектури — Покровська церква, оздоблена порцеляною, знищили. Збереглися лише «Золоті ворота» (мавританський стиль) в парку позаду садиби, частини Покровської церкви (сходи та парапет), готичні в'їзні ворота до садиби, з обох сторін прикрашені порцеляновими гербами (вони збереглися, проте втратили елементи декору), старий фундамент садиби,  і пейзажний парк (25 га, закладений у 1829—1830 рр.).
Поблизу села є чимало археологічних пам'яток, зокрема величезний курганний могильник сіверян (VIII—X ст.).

### Сучасність
12 червня 2020 року, відповідно до розпорядження Кабінету Міністрів України № 723-р «Про визначення адміністративних центрів та затвердження територій територіальних громад Сумської області», село увійшло до складу Путивльської міської громади.
19 липня 2020 року, в результаті адміністративно-територіальної реформи та ліквідації Путивльського району, увійшло до складу новоутвореного Конотопського району.

## Населення
Згідно з переписом УРСР 1989 року чисельність наявного населення села становила 602 особи, з яких 269 чоловіків та 333 жінки.
За переписом населення України 2001 року в селі мешкало 511 осіб.

### Мова
Розподіл населення за рідною мовою за даними перепису 2001 року:
| Мова       | Чисельність | Відсоток |
| ---------- | ----------- | -------- |
| українська | 471         | 91,46%   |
| російська  | 44          | 8,54%    |
| Усього     | 515         | 100%     |

## Економіка
- «Елітасервіс», ТОВ.
- Фермерське господарство ТОВ «BiolBusiness»

## Відомі люди
- Алексєєв Петро — український майстер декоративного розпису на порцеляні, який працював на порцеляновій мануфактурі;
- Висоцький Іван Іванович — бандурист, який був художнім керівником Волокитинського Будинку культури.
- Войтенко Василь Андрійович (1881—1951) — український і російський співак.
- Матющенко Петро Опанасович (1918—1945) — старший сержант Робітничо-Селянської Червоної Армії, учасник німецько-радянської війни, Герой Радянського Союзу (1946).